# Rock Around the Clock (película)
Al compás del reloj (inglés: Rock Around the Clock) es el título de una película musical de 1956 que presentaba a Bill Haley y sus cometas junto con Alan Freed, the Platters,  Tony Martinez y su banda y Freddie Bell y sus botones. Fue producida por B-movie king Sam Katzman (que produciría varias películas de Elvis Presley en la década de 1960) y dirigida por Fred F. Sears.
La película se rodó durante un corto período de tiempo en enero de 1956 y se estrenó en marzo de 1956 para capitalizar el éxito de Haley y la popularidad de su grabación multimillonaria "Rock Around the Clock" que debutó en la película para adolescentes de 1955 ' 'Blackboard Jungle' ', y se considera la primera gran  película musical de rock and roll. La grabación de Haley de 1954 se reprodujo previamente sobre los créditos iniciales de  Blackboard Jungle  y la misma grabación se usó para la apertura de  Rock Around the Clock , lo que marca una rara ocasión en la que la misma grabación abrió películas estrenadas en tal intervalo corto (la grabación se utilizaría una vez más para abrir la película de 1973  American Graffiti ).

## Parcela
"Rock Around the Clock" cuenta una interpretación muy ficticia de cómo se descubrió el rock and roll. Cuando el mánager de la banda Steve Hollis observa que la música dance de big band ya no atrae al público, se encuentra con un nuevo sonido que despierta su interés. Mientras viaja por un pequeño pueblo agrícola, asiste al baile local de adolescentes y se le presenta la música y el baile rock and roll, en la persona de la banda local Bill Haley & His Comets y sus bailarines asociados. Convencida de que el rock and roll será la próxima gran novedad, Hollis llega a un acuerdo para administrar el grupo y también entabla un romance con la bailarina Lisa Johns.
Hollis luego recurre a la agente Corinne Talbot, quien maneja las reservas para casi todos los lugares en los que Hollis necesita que la banda toque para ganar exposición. El interés principal de Talbot en Hollis, sin embargo, es que se case con ella, ya que ella lo ha estado cortejando durante algún tiempo, y está decidida a evitar que él tenga éxito sin que él trabaje directamente para su agencia y Lisa en cualquier caso. Primero, reserva a la banda en un lugar tradicionalmente conservador, esperando que rechacen el nuevo y descarado sonido de la banda. Pero en cambio, los adolescentes y adultos están entusiasmados con la música y la abrazan con entusiasmo. A continuación, Talbot simplemente pone en la lista negra a Hollis y sus actos de los lugares que ella controla. Pero Hollis maniobra a su alrededor pidiendo un favor que le debe el disc jockey Alan Freed. La reserva resultante en el lugar de Freed otorga a los Cometas la exposición que necesitan a pesar de los esfuerzos de Talbot.
La última jugada de Talbot es aceptar firmar con el grupo un contrato de tres años que asegurará su futuro, pero solo con la condición de que Johns acepte no casarse durante la vigencia de ese contrato. Johns acepta esos términos y Talbot lanza su carrera con una gira nacional, confiando en que la prohibición del matrimonio del contrato abrirá una brecha entre Hollis y Johns. Una vez que se firma el contrato y comienza la gira, culminando con los Comets y otros grupos que aparecen en una transmisión de televisión de costa a costa, Hollis revela que él y Johns se casaron rápidamente durante el tiempo que tomó redactar el contrato. Talbot acepta de buen grado la derrota mientras ven el final de la transmisión de televisión con Lisa y su compañero de baile, su hermano Jimmy, bailando mientras los cometas cantan "Rock Around the Clock".

## Reparto
- Bill Haley como el mismo
- Alan Freed como él mismo
- Johnny Johnston como Steve Hollis
- Alix Talton como Corinne Talbot
- Lisa Gaye como Lisa Johns
- John Archer como Mike Dodd
- Henry Slate como Corny LaSalle

 'Presentando los talentos musicales de:' 
- Bill Haley & His Comets
- Las bandejas
- Ernie Freeman Combo
- Tony Martinez y su mambo
- Freddie Bell y sus botones

## Canciones interpretadas en la película
1. "Rock Around the Clock" - Bill Haley y sus cometas
2. "Nos vemos más tarde, Alligator" - Haley
3. "Rock-A-Beatin 'Boogie" - Haley
4. "A.B.C. Boogie" - Haley - solo el primer verso, off-